# Liste der Monuments historiques in La Chapelaude
Die Liste der Monuments historiques in La Chapelaude führt die Monuments historiques in der französischen Gemeinde La Chapelaude auf.

## Liste der Bauwerke
| Bezeichnung                       | Beschreibung              | Standort | Kennzeichnung | Schutzstatus | Datum | Bild |
| --------------------------------- | ------------------------- | -------- | ------------- | ------------ | ----- | ---- |
| Kirche St-Nicolas (Foto vor 1917) | Erbaut im 12. Jahrhundert | (Lage)   | PA00093038    | Classé       | 1981  |      |